# ایستگاه راه‌آهن شمالی بخارست
ایستگاه راه‌آهن شمالی بخارست (رومانیایی: București Gara de Nord) ایستگاه مرکزی راه‌آهن در شهر بخارست، رومانی است.
این ایستگاه که در سال ۱۸۷۲ تاسیس شده به راه‌آهن ملی رومانی متصل است.

## نگارخانه

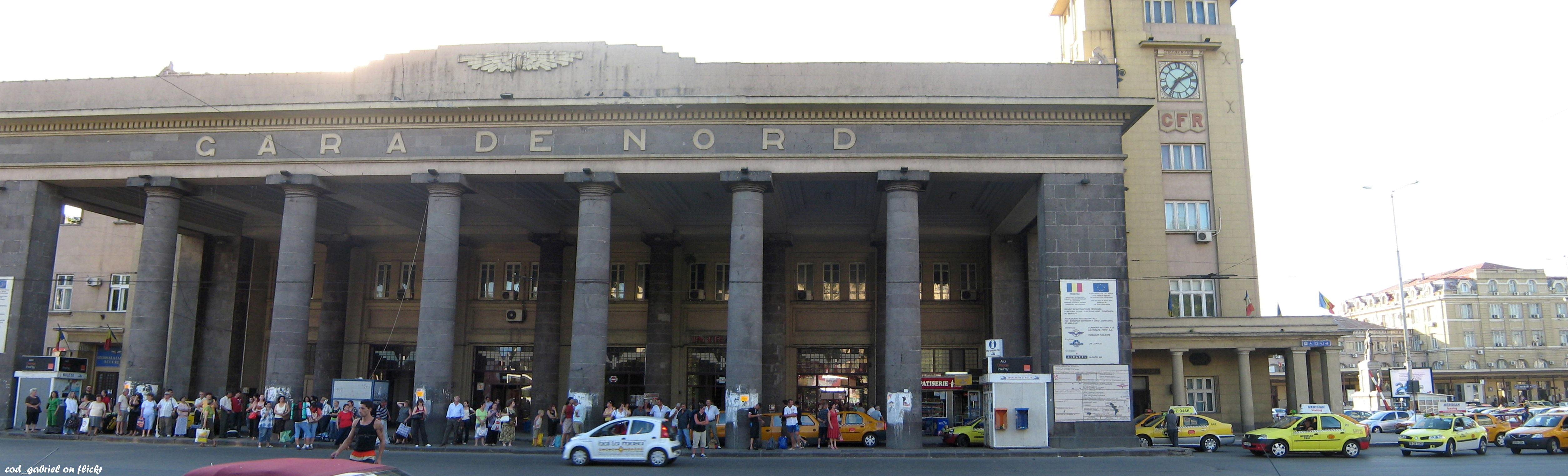
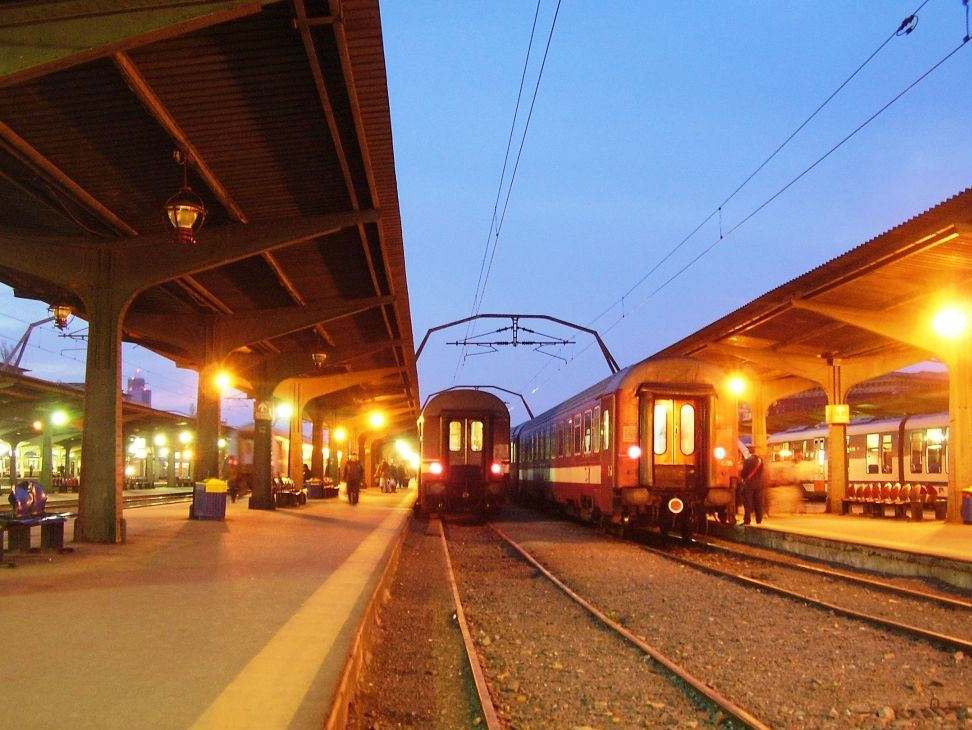
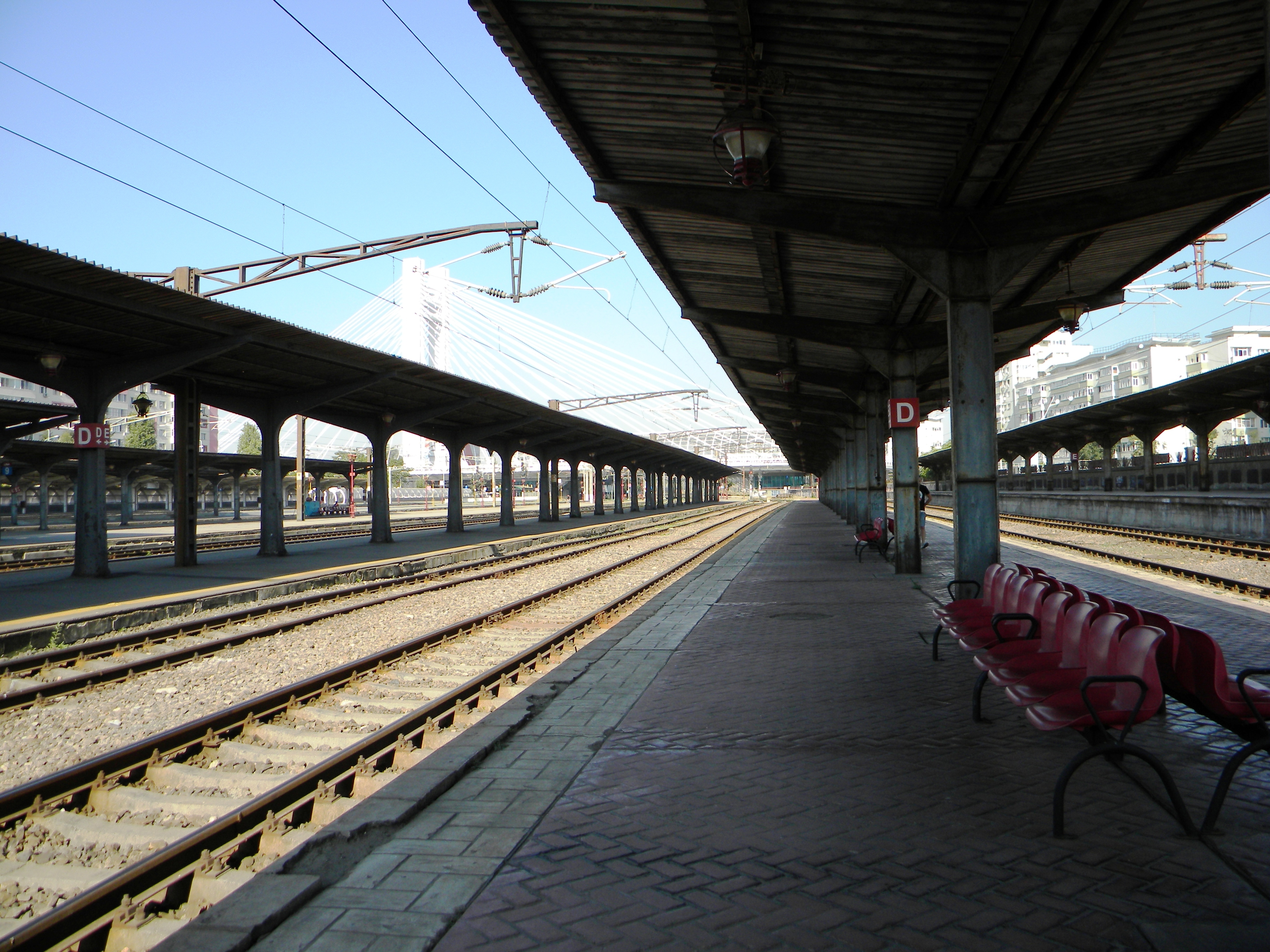
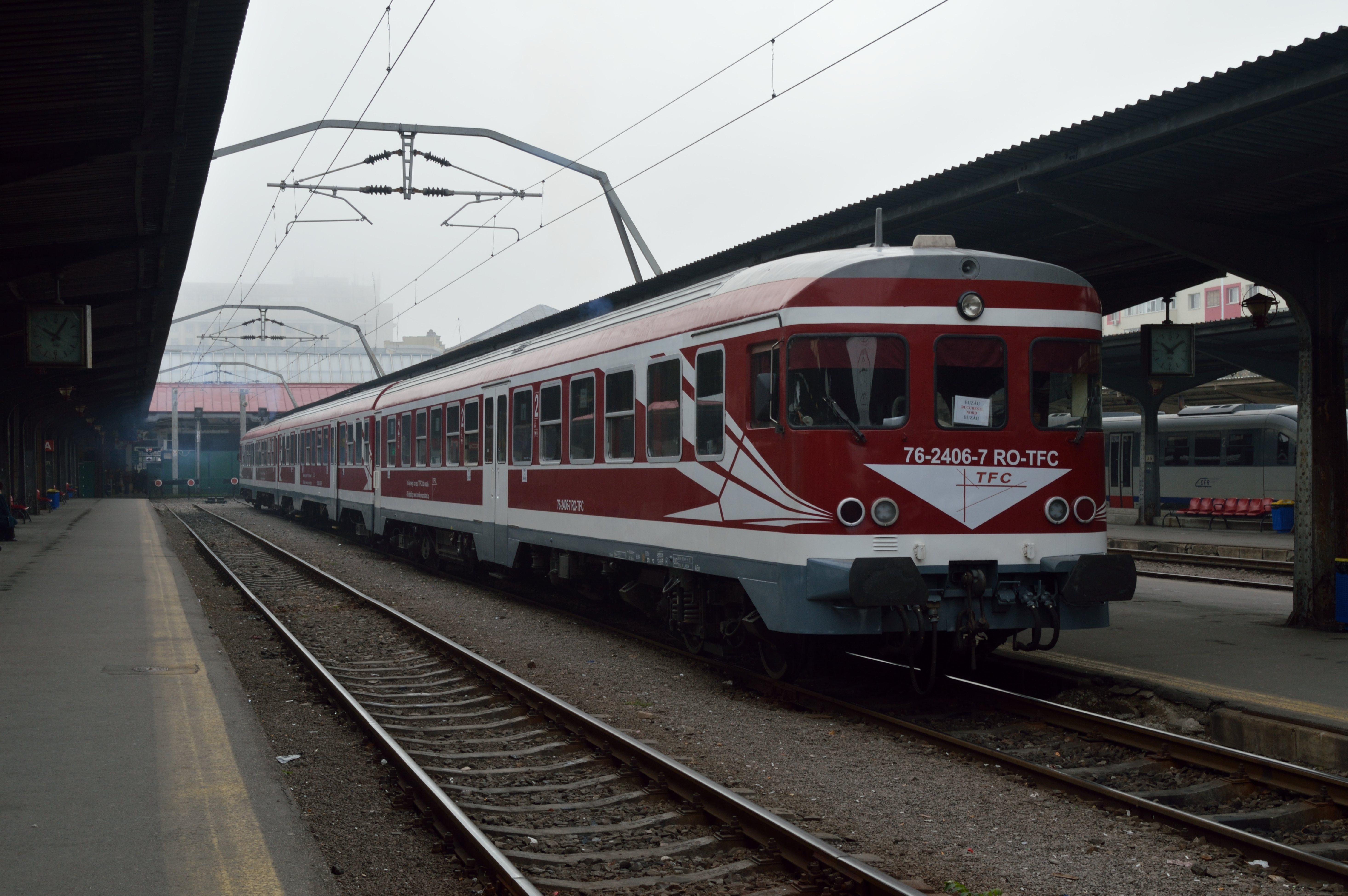